# زکیگانج
زکیگانج (به لاتین: Zakiganj Upazila) یک منطقهٔ مسکونی در بنگلادش است که در ناحیه سیلهت واقع شده‌است. زکیگانج ۲۸۷٫۳۳ کیلومتر مربع مساحت و ۱۷۴٬۰۳۸ نفر جمعیت دارد.